# Cheilanthes brownii
Cheilanthes brownii là một loài thực vật có mạch trong họ Adiantaceae. Loài này được (Kuhn) Domin miêu tả khoa học đầu tiên năm 1915.